# کارلوس ایپولیتو
کارلوس ایپولیتو (اسپانیایی: Carlos Hipólito‎؛ زادهٔ ۱۹۵۶) بازیگر اهل اسپانیا است.
از فیلم‌ها یا برنامه‌های تلویزیونی که وی در آن نقش داشته‌است، می‌توان به خون ماه مه، رو در رو، فرانسیس: برایم دعا کن، کاروسل حوالی ۱۹۵۰، نینت و ۱۸۹۸، آخرین مردان ما در فیلیپین اشاره کرد.